# Clube Náutico Marcílio Dias
Clube Náutico Marcílio Dias, beter bekend als kortweg Marcílio Dias is een Braziliaanse voetbalclub uit Itajaí in de staat Santa Catarina.

## Geschiedenis
De club werd op 19 maart 1919 opgericht, aanvankelijk als roeiclub. In 1963 won de club het staatskampioenschap. De club speelde al een aantal seizoenen in de Série C en ook één seizoen in de Série B.

## Erelijst
Campeonato Catarinense
1963
Copa Santa Catarina
2007, 2022, 2023